# Giovanna Ralli
Giovanna Ralli (* 2. Januar 1935 in Rom) ist eine italienische Schauspielerin.

## Leben
Ralli stand bereits mit sieben Jahren vor der Kamera: In Vittorio De Sicas I bambini ci guardano war sie eines der titelgebenden Kinder. Als Jugendliche spielte sie im Ensemble von Peppino De Filippo und mit sechzehn Jahren startete sie ihre Filmkarriere in Federico Fellinis Lichter des Varieté. Der künstlerische Durchbruch gelang 1959 mit Roberto Rossellinis Der falsche General, wo sie sich trotz kleinerer Rolle als dramatische Schauspielerin etablieren konnte, zumal Rossellini sie nochmals für eine Rolle verpflichtete.
1966 gewann Ralli den italienischen Filmpreis Nastro d’Argento für Liebe im Zwielicht und war anschließend in einer Reihe internationaler Produktionen zu sehen. In den 1970er Jahren gelang ihr der Übergang zu Mutterrollen, die sie bis 1981 spielte. Nach zehnjähriger Abwesenheit kehrte sie dann in Verso sera auf die Leinwand zurück und spielt seitdem auch verstärkt im Fernsehen.
1995 und 2003 erhielt sie den Verdienstorden der Italienischen Republik.

## Filmografie (Auswahl)
- 1942: I bambini ci guardano
- 1950: Lichter des Varieté (Luci del varietà)
- 1951: Aufruhr im Familienbad (La famiglia Passaguai)
- 1953: Am Rande der Großstadt (Ai margini della metropoli)
- 1953: Liebe in der Stadt (L'amore in città)
- 1953: Römischer Reigen(Villa Borghese)
- 1953: Das Schiff der verlorenen Frauen (La nave delle donne maledette)
- 1953: Die Wölfin von Kalabrien (La lupa)
- 1954: Die Gaunerparade (I tre ladri)
- 1954: Madame Dubarry (Madame Du Barry)
- 1954: Die Mädchen vom Fernamt 04 (Le signorine dello 04)
- 1954: Die schönen Mädchen von Florenz (Le ragazze di San Frediano)
- 1955: Bigamie ist kein Vergnügen (Il bigamo)
- 1955: Ein Held unserer Tage (Un eroe dei nostri tempi)
- 1955: Vier Herzen in Rom (Racconti romani)
- 1956: Der schönste Augenblick (Frauennot – Frauenglück) (Il momento più bello)
- 1956: Das fröhliche Urlaubshotel (Tempo di villeggiatura)
- 1956: Der Nerzmantel (Una pelliccia di visone)
- 1958: Liebe als Alibi (Nel blu dipinto di blu (Volare))
- 1959: Der falsche General (Il generale Della Rovere)
- 1959: Jeder Dieb braucht ein Alibi (I ladri)
- 1959: Mein schöner Ehemann (Il nemico di mia moglie (Il marito bello))
- 1959: Welker Lorbeer (Un uomo facile)
- 1959: Zweimal Riviera … und zurück (Costa Azzurra)
- 1960: Es war Nacht in Rom (Era notte a Roma)
- 1961: Haut für Haut (Le goût de la violence)
- 1963: Carmen 63 (Carmen di Trastevere)
- 1964: Frivole Spiele (Se permettete parliamo di donne)
- 1964: Liebe im Zwielicht (La fuga)
- 1964: La vita agra
- 1966: Was hast du denn im Krieg gemacht, Pappi? (What did you do in the war, Daddy?)
- 1968: Die gefürchteten Zwei (Il mercenario)
- 1970: Kanonen für Cordoba (Cannon for Cordoba)
- 1974: Der Tod trägt schwarzes Leder (La polizia chiede aiuto)
- 1974: Wir waren so verliebt (C'eravamo tanto amati)
- 1975: Müssen Männer schön sein (40 gradi all'ombra del lenzuolo)
- 1991: Am Ende des Tages (Verso sera)